# Уоффорд, Харрис
Харрис Уоффорд (англ. Harris Llewellyn Wofford, Jr.; 9 апреля 1926, Нью-Йорк — 21 января 2019) — американский политик (Демократическая партия), сенатор США в 1991—1995 гг.

## Биография
Родился в состоятельной семье выходцев с американского Юга. Отец Уоффорда занимался страховым бизнесом. В 11-летнем возрасте совершил вместе с бабушкой кругосветное путешествие, побывав, в частности, в Европе, Индии и Китае.
Учился в Чикагском университете. В студенческие годы под влиянием идей Кларенса Штрайта о необходимости создания единого федерального правительства всей Земли основал организацию Student Federalists, быстро завоевавшую общенациональную популярность. В 1944 году прервал образование и поступил на армейскую службу, передав руководство организацией своей будущей жене Клэр Линдгрен. После демобилизации получил университетский диплом в 1948 году, некоторое время работал в Индии. Затем поступил для продолжения образования в школу права Говардского университета, став первым белым студентом в этом исторически чёрном учебном заведении, и получил диплом юриста в 1954 году.
В 1957 году поступил на работу в новосозданную Комиссию по гражданским правам. Выступал в поддержку гражданских прав афроамериканцев, консультировал Мартина Лютера Кинга по правовым вопросам. В 1959—1960 годах профессор права в католическом Университете Нотр-Дам.

## Политическая карьера
В 1960 году в ходе своей предвыборной кампании на пост Президента США Джон Кеннеди привлёк Уоффорда к работе под руководством Сарджента Шрайвера, нацеленной на завоевание голосов афроамериканских избирателей. Уоффорд убедил Кеннеди и его штаб вмешаться в эпизод с арестом Мартина Лютера Кинга и содействовать его освобождению, а затем распространил информацию об этом самиздатскими листовками через церкви для афроамериканских прихожан; высказывались мнения о том, что собранные таким образом дополнительные голоса внесли важный вклад в победу Кеннеди, достигнутую с очень небольшим перевесом. После избрания Кеннеди Уоффорд был в 1961 году назначен специальным представителем Президента по правам человека. Одновременно он помогал Шрайверу в работе по созданию Корпуса мира, в 1964—1966 годах был его вице-директором. Затем на некоторое время Уоффорд отошёл от политической деятельности, занимая в 1970—1978 годах пост президента Брин-Мор-колледжа, а затем в течение семи лет занимаясь частной юридической практикой.
В 1986 году Уоффорд ненадолго возглавил отделение Демократической партии в штате Пенсильвания, а затем в 1987 году был назначен на должность секретаря по вопросам труда и промышленности в правительстве штата. В 1991 году на внеочередных выборах в Сенат США, назначенных в связи с гибелью Генри Джона Гейнца, Уоффорд одержал неожиданную, но уверенную победу над бывшим губернатором штата и генеральным прокурором США Диком Торнбергом. В 1992 году Уоффорд рассматривался в числе наиболее вероятных кандидатов на пост вице-президента США в рамках избирательной кампании Билла Клинтона, который, однако, в итоге предпочёл Алберта Гора. В 1994 г. Уоффорд проиграл перевыборы в Сенат республиканцу Рику Санторуму.
В 1995—2001 годах Уоффорд занимал одну из руководящих должностей в Корпорации государственной и муниципальной службы. В дальнейшем преподавал в Мэрилендском университете, занимал различные посты в ряде некоммерческих организаций.
Умер в больнице после неудачного падения на 93-м году жизни.

## Биография
В 1948 году женился на Клэр Линдгрен (1926—1996). У супругов родилось трое детей. В 1996 году Линдгрен умерла от лейкемии.
С 2001 года встречался с промышленным дизайнером Мэттью Карлтоном (род. 1976), который был младше Уоффорда на 50 лет. В 2016 году пара заключила брак.